# Litiumfluorid

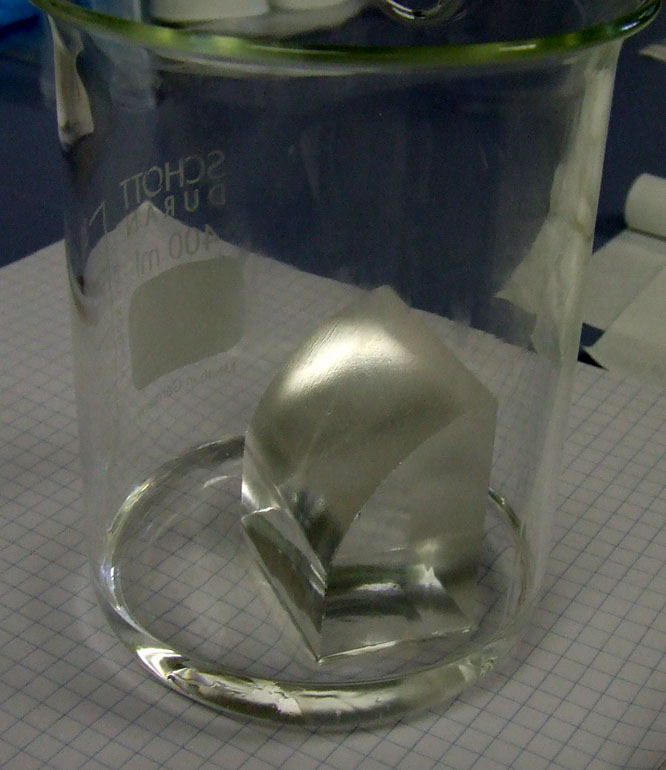
En monolitisk litiumfluorid-kristall.

Litiumfluorid är en jonförening av litium och fluor med kemisk formel LiF.

## Egenskaper
Litiumfluorid är det mest transparenta material för ultraviolett strålning som man känner till. Det har också väldigt hög resistivitet på grund av sitt stora bandgap. Litiumfluorid har också ovanligt hög bindningsenergi, ΔHf0 = -1034 kJ/mol.

## Framställning
Litiumfluorid framställs genom att neutralisera litiumkarbonat (Li2CO3) eller litiumhydroxid (LiOH) med fluorvätesyra (HF).
{\displaystyle {\rm {Li_{2}CO_{3}+2\ HF\rightarrow 2\ LiF+CO_{2}+H_{2}O}}}
{\displaystyle {\rm {LiOH+HF\rightarrow LiF+H_{2}O}}}

## Användning
Litiumfluorid används på grund av sina optiska egenskaper i UV-optik. Litiumfluorid används tillsammans med berylliumfluorid (BeF2) som kylmedel i smält salt-kylda kärnreaktorer.